# Račni Vrh
Račni Vrh – wieś w Słowenii, w gminie Domžale. W 2018 roku liczyła 106 mieszkańców.